# Pěstování banánů na Islandu

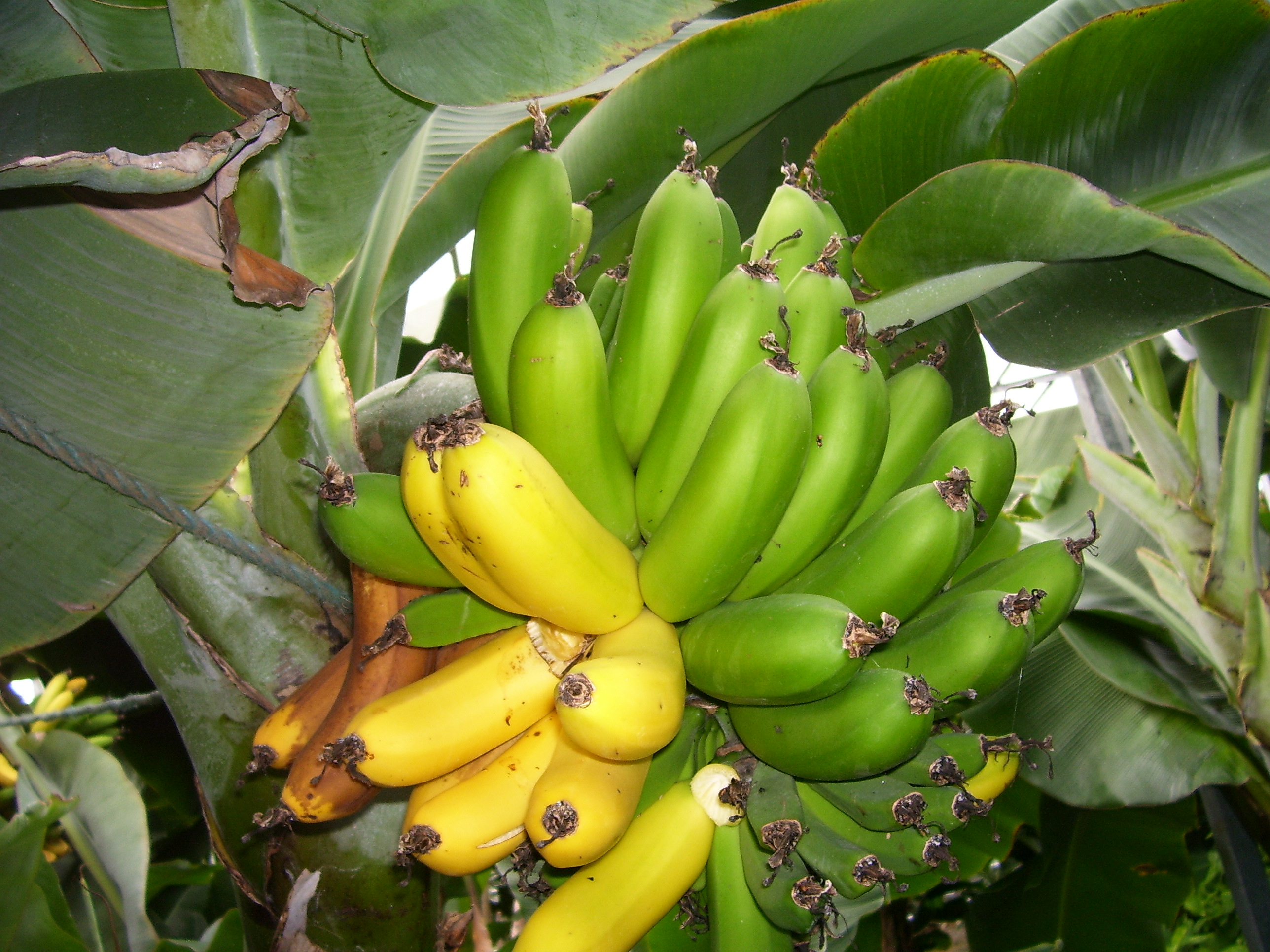
Banány rostoucí ve skleníku na Islandu

Ačkoli islandské hospodářství stojí hlavně na rybolovu, cestovním ruchu a výrobě hliníku, produkce ovoce a zeleniny ve sklenících je rostoucím sektorem. Jednu dobu sem patřily i banány. První pokusy o pěstování banánů na Islandu se datují do třicátých let dvacátého století. Během druhé světové války vyústila kombinace levné geotermální energie (která se v té době dostala k dispozici) a vysoké ceny dováženého ovoce ke konstrukci řady skleníků, kde se produkovaly banány komerčně od roku 1945 až do roku 1958 nebo 1959. V roce 1960 vláda zrušila dovozní cla na ovoce. V důsledku toho v tuzemsku pěstované banány nebyly již schopny soutěžit s dováženými a brzy zmizely z trhu. Islandská produkce banánů byla mnohem pomalejší kvůli nízké úrovni slunečního světla; Islandským banánům trvalo dva roky dozrát, zatímco v oblasti rovníku to trvá jen několik měsíců.
Městský mýtus, podle kterého je Island v současné době největším výrobcem a/nebo vývozcem banánů v Evropě, byl propagován v různých knihách, jakož i v jiných médiích. Byla o tom například zmínka v jednom dílu soutěžního pořadu QI na stanici BBC a také v diskuzi připojené k tomuto pořadu. Nicméně podle statistik FAO je největším evropským výrobcem banánů (již po několik desetiletí) Španělsko,  představující zhruba 90 procent z celkové produkce (ačkoli většina produkce je omezena na Kanárské ostrovy, které leží u pobřeží Afriky). Mezi ostatní země produkující banány v Evropě patří Portugalsko, Řecko a Itálie.
V důsledku toho, i když malé množství banánovníků stále existuje ve sklenících a plodí ovoce každý rok, Island dováží téměř všechny banány spotřebované v zemi a dovozy nyní činí více než 18 kg na obyvatele ročně. Zemědělská univerzita Islandu (tehdy Zahradnická vysoká škola) udržuje poslední takovou plantáž s 600-700 banánovníky ve svém tropickém skleníku, které byly přijaty jako dary od výrobců, když rušili produkci. Banány pěstované tam jsou určeny ke konzumaci studenty a zaměstnanci a nejsou prodávány.